# Campeonato Mundial de Patinaje Artístico sobre Hielo de 1969
El LIX Campeonato Mundial de Patinaje Artístico se realizó en Colorado Springs (Estados Unidos) entre el 25 de febrero y el 2 de marzo de 1969 bajo la organización de la Unión Internacional de Patinaje sobre Hielo (ISU) y la Asociación Estadounidense de Patinaje Artístico sobre Hielo. 

## Resultados

### Masculino
| Puesto | Nombre        | País           | Puntos |
| ------ | ------------- | -------------- | ------ |
| Oro    | Tim Wood      | Estados Unidos | 9      |
| Plata  | Ondrej Nepela | Checoslovaquia | 22     |
| Bronce | Patrick Perá  | Francia        | 27     |

### Femenino
| Puesto | Nombre           | País                          | Puntos |
| ------ | ---------------- | ----------------------------- | ------ |
| Oro    | Gabriele Seyfert | República Democrática Alemana | 9      |
| Plata  | Beatrix Schuba   | Austria                       | 24     |
| Bronce | Zsuzsa Almássy   | Hungría                       | 27     |

### Parejas
| Puesto | Nombre                              | País            | Puntos |
| ------ | ----------------------------------- | --------------- | ------ |
| Oro    | Irina Rodnina / Alexei Ulanov       | Unión Soviética | 9      |
| Plata  | Tamara Moskvina / Alexei Mishin     | Unión Soviética | 23     |
| Bronce | Liudmila Belusova / Oleg Protopopov | Unión Soviética | 27     |

### Danza en hielo
| Puesto | Nombre                                 | País            | Puntos |
| ------ | -------------------------------------- | --------------- | ------ |
| Oro    | Diane Towler / Bernard Ford            | Reino Unido     | 7      |
| Plata  | Liudmila Pakhomova / Alexandr Gorshkov | Unión Soviética | 16     |
| Bronce | Judy Schwomeyer / James Sladky         | Estados Unidos  | 24     |

## Medallero
| Núm. | País                          | Oro | Plata | Bronce | Total |
| ---- | ----------------------------- | --- | ----- | ------ | ----- |
| 1    | Unión Soviética               | 1   | 2     | 1      | 4     |
| 2    | Estados Unidos                | 1   | 0     | 1      | 2     |
| 3    | República Democrática Alemana | 1   | 0     | 0      | 1     |
| 3    | Reino Unido                   | 1   | 0     | 0      | 1     |
| 5    | Austria                       | 0   | 1     | 0      | 1     |
| 5    | Checoslovaquia                | 0   | 1     | 0      | 1     |
| 7    | Francia                       | 0   | 0     | 1      | 1     |
| 7    | Hungría                       | 0   | 0     | 1      | 1     |
|      | TOTAL                         | 4   | 4     | 4      | 12    |

| Predecesor: Suiza 1968 | Campeonato Mundial de Patinaje Artístico sobre Hielo 1969 | Sucesor: Yugoslavia 1970 |

- Datos: Q768704